# Glaucocerinite
La glaucocerinite (simbolo IMA: Gc), nota anche come solfato di argilla di rame e zinco, è un minerale raro del supergruppo dell'idrotalcite e del gruppo della glaucocerinite, appartenente alla classe dei minerali dei "solfati (e altri)" con la composizione chimica [(Zn,Cu,Al)9(OH)18][(SO4)2 • 10H2O], quindi chimicamente è un solfato basico contenente acqua. Gli elementi zinco, rame e alluminio specificati tra parentesi tonde possono sostituirsi l'uno all'altro nella formula per sostituzione, ma sono sempre nella stessa proporzione con gli altri componenti del minerale.

## Etimologia e storia
La glaucocerinite è stata scoperta su vari campioni di minerali provenienti da Laurio (in Grecia), che il Naturhistorisches Museum di Vienna aveva acquistato dalla signora Cl. Grenié nel 1892 e nel 1893. Emil Dittler (1882-1945) e Rudolph Ignatz Koechlin (1862-1939) descrissero il minerale nel 1932 e lo chiamarono dalle parole greco antico γλαυκός ('glaukós', 'lucido', 'blu-verde' o 'blu-grigio') e κήρινος ('kérinos', 'cera', a causa del suo colore e della consistenza cerosa).

## Classificazione
La nona edizione della sistematica minerale di Strunz, valida dal 2001 e aggiornata dall'Associazione Mineralogica Internazionale (IMA), classifica la glaucocerinite nella classe "7. Solfati (selenati, tellurati, cromati, molibdati, tungstati)" e da lì nella sottoclasse "7.D Solfati (selenati, ecc.) con anioni aggiuntivi, con H2O"; questa sottoclasse è ulteriormente suddivisa in base alla dimensione relativa dei cationi coinvolti e alla struttura cristallina, in modo che il minerale sia classificato in base alla sua composizione e struttura nella sezione "7.DD Con soltanto cationi di media dimensione; strati di ottaedri che condividono uno spigolo", dove insieme a carrboydite, honessite, idrohonessite, idrowoodwardite, motukoreaite, mountkeithite, natroglaucocerinite, nikischerite, shigaite, wermlandite, woodwardite, zincowoodwardite e zincaluminite, con le quali forma il "gruppo woodwardite" con il sistema nº 7.DD.35.
Tale classificazione è mantenuta anche nell'edizione successiva, proseguita dal database "mindat.org" e chiamata anche Classificazione Strunz-mindat".
Anche la classificazione dei minerali secondo Dana, che viene utilizzata principalmente nel mondo anglosassone, classifica la glaucocerinite nella classe dei "solfati, cromati e molibdati" e lì nella sottoclasse dei "solfati idrogeni con ossidrile o alogeno". Qui si trova insieme alla natroglaucocerinite nel gruppo senza nome 31.04.08 all'interno della suddivisione "solfati idrati con ossidrile o alogeno con (A+B2+)4(XO4)Zq • x(H2O)".

## Abito cristallino
La glaucocerinite cristallizza nel sistema trigonale nel gruppo spaziale R3m (gruppo nº 166) con i parametri del reticolo a = 3,06 Å e c = 32,65 Å, oltre a 1/3 di unità di formula per cella unitaria.

## Origine e giacitura
La glaucocerinite si forma come un raro minerale secondario nei depositi di solfuro di rame-zinco. Altri minerali solfatici come la ktenasite, la serpierite e il gesso sono minerali associati, ma anche solfuri come galena, pirite e sfalerite, nonché fluorite, adamite, azzurrite, malachite, calcite, smithsonite e limonite.
Essendo una rara formazione mineraria, la glaucocerinite è stata rilevata solo in pochi siti, circa 15 considerati noti. Nella sua località tipo, Laurio in Grecia, il minerale può essere trovato in varie miniere o in cumuli di scorie intorno ad Agios Konstantinos e Sounion. La "Miniera di Serpieri" è conosciuta per i suoi aggregati di glaucocerinite eccezionalmente ricchi.
In Italia la glaucocerinite è stata rinvenuta a Comeglians (Friuli-Venezia Giulia); in Val d'Isarco e Roncegno Terme (Trentino-Alto Adige); a Campiglia Marittima (Toscana).
In Germania, il minerale si trova nei cumuli di scorie della Juliushütte in Bassa Sassonia, nonché nella fonderia di piombo di Binsfeldhammer e nella fonderia di zinco di Münsterbusch nella Renania Settentrionale-Vestfalia, vicino a Kropfmühl nella Foresta bavarese, nella miniera di Friedrichssegen in Renania-Palatinato e nella miniera "Jeremias Glück" a Saalfeld, in Turingia, che appartiene alle Grotte delle fate.
L'unico sito conosciuto in Austria è Viehhofen nel Salisburghese.
Altri siti noti sono Le Penay nella valle della Tarantasia in Francia, le miniere "Skyttemyr" vicino a Froland (contea di Aust-Agder) e "Birkeland" vicino a Sauda (contea di Rogaland) in Norvegia, e la "Maid of Sunshine Mine" nelle Montagne Dragoon nella contea di Cochise (in Arizona, Stati Uniti).

## Forma in cui si presenta in natura
La glaucocerinite sviluppa solo cristalli microscopici e di solito si trova sotto forma di croste a strisce da blu cielo a blu-verde, simili a chicchi d'uva, con una struttura da radiale-fibrosa a tabulare e lucentezza simile alla cera sulle superfici. La sua durezza Mohs è pari a 1, il che significa che può essere raschiata con un'unghia, in modo simile al talco, minerale di riferimento. La colorazione è sempre più intensa sulla superficie degli strati ad acino d'uva e viri al bianco all'interno. A causa delle impurità, il colore può anche diventare grigio o brunastro.